# NexTag
Nextag est une entreprise présente dans le domaine de la comparaison de prix pour les produits, les voyages, les services financiers et les programmes de formation en ligne. Son siège social se trouve à San Mateo, Californie, aux États-Unis. Nextag possède des bureaux à Hambourg, en Allemagne, à Tokyo, en Japon ainsi qu'à Gurgaon, en Inde. Nextag est fondé en 1999 et débute en tant que site internet où les acheteurs et les vendeurs peuvent négocier les prix de produits informatiques et électroniques. Le modèle actuel, basé sur la comparaison de prix de produits divers, existe depuis l'an 2000. NexTag est rentable depuis 7 ans. En juin 2007, le fonds d'investissement privé Providence Equity Partner, LLC prit une participation à hauteur des 2/3 du capital de Nextag pour un montant de 830 millions de dollars.
Nextag comptabilise 30 millions de visiteurs uniques chaque mois (juillet 2011)[source insuffisante].
Nextag France est créé en 2007. La société opère aussi des sites de comparaison de prix aux États-Unis, au Canada, en Australie, au Royaume-Uni, en Allemagne, en Espagne, en Italie et en Japon. Le service client est basé à Londres jusqu'en mars 2012 et a depuis été transféré sous le même toit que Guenstiger, à Hambourg en Allemagne.